# Ioulia Olichevska
Ioulia Olichevska (en ukrainien : Юлія Олішевська), née le 2 février 1989, est une athlète ukrainienne, spécialiste du 400 mètres.

## Biographie
Elle remporte la médaille d'or du relais 4 × 400 m lors des Championnats d'Europe 2012 d'Helsinki, aux côtés de ses compatriotes Olha Zemlyak, Nataliya Pyhyda et Alina Lohvynenko. L'équipe d'Ukraine, qui établit la meilleure performance européenne de l'année en 3 min 25 s 07, s'impose devant la France et la République tchèque.

## Palmarès
| Date | Compétition           | Lieu      | Résultat | Épreuve   |
| ---- | --------------------- | --------- | -------- | --------- |
| 2012 | Championnats d'Europe | Helsinki  | 1re      | 4 × 400 m |
| 2016 | Championnats d'Europe | Amsterdam | DQ       | 4 x 400 m |

### Records
| Épreuve | Performance | Lieu  | Date         |
| ------- | ----------- | ----- | ------------ |
| 400 m   | 51 s 68     | Yalta | 13 juin 2012 |